# Rajd Cypru 2012
Rajd Cypru 2012 (41. Cyprus Rally) – 41 edycja rajdu samochodowego Rajd Cypru rozgrywanego na  Cyprze. Rozgrywany był od 2 do 4 listopada  2012 roku. Była to trzynasta runda Intercontinental Rally Challenge w roku 2012. Składał się z 13 odcinków specjalnych.

## Klasyfikacja rajdu
| Miejsce                | Kierowca               | Pilot                  | Samochód                          | Czas                   | Strata                 | Punkty                 |
| Klasyfikacja generalna | Klasyfikacja generalna | Klasyfikacja generalna | Klasyfikacja generalna            | Klasyfikacja generalna | Klasyfikacja generalna | Klasyfikacja generalna |
| ---------------------- | ---------------------- | ---------------------- | --------------------------------- | ---------------------- | ---------------------- | ---------------------- |
| 1.                     | Nasser Al-Attiyah      | Giovanni Bernacchini   | Ford Fiesta RRC                   | 3:16:25.2              | 0.0                    | 50                     |
| 2.                     | Andreas Mikkelsen      | Ola Fløene             | Škoda Fabia S2000                 | 3:20:00.5              | +3:35.3                | 36                     |
| 3.                     | Toshihiro Arai         | Dale Moscatt           | Subaru Impreza TMR R4             | 3:26:32.3              | +10:07.1               | 30                     |
| 4.                     | Jarkko Nikara          | Jarkko Kalliolepo      | Subaru Impreza TMR R4             | 3:29:07.3              | +12:42.1               | 24                     |
| 5.                     | Sepp wiegand           | Timo Gottschalk        | Škoda Fabia S2000                 | 3:30:25.8              | +14:00.6               | 20                     |
| 6.                     | Savvas Savva           | Andreas Papandreou     | Mitsubishi Lancer Evo IX          | 3:32:10.3              | +15:45.1               | 16                     |
| 7.                     | Armin Kremer           | Klaus Wicha            | Subaru Impreza WRX STi            | 3:33:17.6              | +16:52.4               | 12                     |
| 8.                     | Misfer Al-Marri        | Nicola Arena           | Mini John Cooper Works S2000 1.6T | 3:33:52.2              | +17:27.0               | 8                      |
| 9.                     | Lászlo Vizin           | Gábor Zsiros           | Škoda Fabia S2000                 | 3:35:25.4              | +19:00.2               | 4                      |
| 10.                    | Harry Hunt             | David Moynihan         | Citroën DS3 R3T                   | 3:35:37.3              | +19:12.1               | 2                      |